# NGC 5250
NGC 5250 (również PGC 47997 lub UGC 8594) – galaktyka soczewkowata (S0), znajdująca się w gwiazdozbiorze Wielkiej Niedźwiedzicy. Odkrył ją William Herschel 26 kwietnia 1789 roku.